# Сезон ФК «Десна» 2013—2014
Сезон ФК «Десна» 2013—2014 — 23-й сезон ФК «Десна» у чемпіонатах України та 21-й у розіграшах Кубку України. Це 10-й сезон команди в першій лізі, а також 53-й рік від дня заснування футбольного клубу.

## Клуб

### Керівництво клубу
- Президент: Олексій Чеботарьов[1]
- Виконавчий директор: Ігор Ушарук[2]
- Начальник команди: Віталій Клеймьонов[3]
- Адміністратор: Роман Шурупов[4]

### Тренерський та медичний штаб
| Посада                       | Ім'я                | Дата народження |
| ---------------------------- | ------------------- | --------------- |
| Головний тренер              | Олександр Рябоконь  | 21 лютого 1964  |
| Тренер                       | Олександр Приходько | 11 квітня 1966  |
| Тренер воротарів             | Юрій Овчаров        | 19 березня 1966 |
| Тренер з фізичної підготовки | Олег Томашевський   | 15 березня 1970 |
| Лікар                        | Віталій Рахинський  |                 |
| Масажист                     | Виктор Литвин       | 8 січня 1976    |

|  |

## Форма
| Постачальник форми        | Постачальник форми | \| Основна \| Резервна \| Резервна \| Резервна \| | \| Основна \| Резервна \| Резервна \| Резервна \| | \| Основна \| Резервна \| Резервна \| Резервна \| | \| Основна \| Резервна \| Резервна \| Резервна \| | \| Основна \| Резервна \| Резервна \| Резервна \| |
| ------------------------- | ------------------ | ------------------------------------------------- | ------------------------------------------------- | ------------------------------------------------- | ------------------------------------------------- | ------------------------------------------------- |
| Nike                      |                    | \| Основна \| Резервна \| Резервна \| Резервна \| | \| Основна \| Резервна \| Резервна \| Резервна \| | \| Основна \| Резервна \| Резервна \| Резервна \| | \| Основна \| Резервна \| Резервна \| Резервна \| | \| Основна \| Резервна \| Резервна \| Резервна \| |
| Матчі в формі по турнірах |                    |                                                   |                                                   |                                                   |                                                   |                                                   |
| FavBet Ліга 1             | FavBet Ліга 1      | 9 (+3=1−5)                                        | 9 (+3=1−5)                                        | 7 (+4=0−3)                                        | 9 (+4=0−5)                                        | 5 (+3=1−1)                                        |
| Кубок України             | Кубок України      | 1 (+1=0−0)                                        | 1 (+1=0−0)                                        | 0                                                 | 3 (+1=1−1)                                        | 0                                                 |
| Загалом                   | Загалом            | 10 (+4=1−5)                                       | 10 (+4=1−5)                                       | 7 (+4=0−3)                                        | 12 (+5=1−6)                                       | 5 (+3=1−1)                                        |
| Основна                   | Резервна           | Резервна                                          | Резервна                                          |                                                   |                                                   |                                                   |

## Трансфери

### Прийшли до клубу
| Дата                                  | Поз.        | Ім'я                    | Попередні клуб              | Сума          | Контракт  | *                    |
| ------------------------------------- | ----------- | ----------------------- | --------------------------- | ------------- | --------- | -------------------- |
| Летнее трансферное окно (2013 г.)     |             |                         |                             |               |           |                      |
| 2 липня 2013                          | півзахисник | Павло Щедрвков          | «Говерла» (Ужгород)         | вільний агент | постійний | [ 11 ]               |
| 2 липня 2013                          | захисник    | Тимур Рустамов          | «Скала» (Стрий)             | вільний агент | постійний | [ 12 ]               |
| 13 липня 2013                         | воротар     | Олег Шевченко           | «Володарка»                 | вільний агент | постійний | [ 13 ]               |
| 13 липня 2013                         | півзахисник | Леван Гулордава         | «Арсенал» (Київ)            | вільний агент | постійний | [ 13 ]               |
| 1 серпня 2013                         | нападник    | Михайло Козак           | ост.кл. «Сталь» (Алчевськ)  | вільний агент | постійний | [ 14 ]               |
| 1 серпня 2013                         | нападник    | Микола Агапов           | «Колос» (Зачепилівка)       | вільний агент | постійний | [ 14 ] [ 15 ] [ 16 ] |
| 20 сентября 2013                      | захисник    | Андрій Смалько          | «Зірка» (Кропивницький)     | вільний агент | постійний | [ 17 ]               |
| 20 сентября 2013                      | нападник    | Андрій Кругляк          | «Нива» (Тернопіль)          | вільний агент | постійний | [ 17 ]               |
| Зимове трансферне вікно (2013/14 рр.) |             |                         |                             |               |           |                      |
| 18 лютого 2014                        | нападник    | Олександр Деребчинський | «Буковина» (Чернівці)       | вільний агент | постійний | [ 18 ]               |
| 27 лютого 2014                        | півзахисник | Віталій Грицай          | «Сталь» (Алчевськ)          | вільний агент | постійний | [ 19 ]               |
| 27 лютого 2014                        | півзахисник | Антон Крамар            | «Севастополь»               | вільний агент | постійний | [ 20 ] [ 21 ]        |
| 25 березня 2014                       | захисник    | Анатолій Бурлін         | «Сталь» (Дніпродзержинськ)  | вільний агент | постійний | [ 22 ]               |
| 29 березня 2014                       | захисник    | Вадим Малюк             | ост.кл. «Ворскла» (Полтава) | вільний агент | постійний | [ 23 ]               |

|  |  |  |  |

### Пішли з клубу
| Дата                                  | Поз.        | Ім'я            | У клуб                    | Сума             | Контракт         | *             |
| ------------------------------------- | ----------- | --------------- | ------------------------- | ---------------- | ---------------- | ------------- |
| Літнє трансферне вікно (2013 р.)      |             |                 |                           |                  |                  |               |
| 13 липня 2013                         | воротар     | Артем Белошапка | «Суми»                    | вільний агент    | постійний        | [ 13 ]        |
| 13 липня 2013                         | воротар     | Андрій Радь     | «Бори» (Бориничі)         | вільний агент    | постійний        | [ 13 ]        |
| 2013                                  | півзахисник | Богдан Кобець   | завершив кар'єру          | завершив кар'єру | завершив кар'єру |               |
| 16 серпня 2013                        | нападник    | Дмитро Бровкін  | «УкрАгроКом» (Головківка) | вільний агент    | постійний        | [ 24 ]        |
| Зимове трансферне вікно (2013/14 рр.) |             |                 |                           |                  |                  |               |
| 22 січня 2014                         | захисник    | Іван Білий      | «Кар'єр» (Старий Самбір)  | вільний агент    | постійний        | [ 25 ]        |
| 22 січня 2014                         | півзахисник | Роман Луценко   | «Миколаїв»                | вільний агент    | постійний        | [ 25 ]        |
| 22 января 2014                        | нападник    | Андрій Малюк    | «Вектор» (Богатирівка)    | вільний агент    | постійний        | [ 25 ]        |
| 8 лютого 2014                         | нападник    | Андрій Кругляк  | «Арсенал» (Київ)          | вільний агент    | постійний        | [ 26 ]        |
| 25 березня 2014                       | захисник    | Тимур Рустанмов | «Нива» (Тернопіль)        | вільний агент    | постійний        | [ 27 ]        |
| 24 квітня 2014                        | півзахисник | Леван Гулордава | } «Зугдіді»               | вільний агент    | постійний        | [ 28 ] [ 29 ] |

## Хронологія сезону
- 1 липня 2013 року «Десна» вирушила на тренувальний збір в Щасливе (Київська область)[30].
- 3 липня 2013 року «Десна» зіграла перший товариський матч з «Динамо-2». Гра завершилася поразкою чернігівців з рахунком 0:2[31].
- 8 липня 2013 року В останньому товариському матчі напередодні старту чемпіонату «Десна» перемогла «Арсенал-Київщину» з рахунком 2:1.
- 14 липня 2013 року «Десна» зіграла внічию (0:0) з «Динамо-2» в першому календарному матчі після повернення до першої ліги[32].
- 20 липня 2013 року На 90+4-й хвилині матчу з краматорським «Авангардом» Юрій Фурта відзначився першим голом «Десни» в сезоні[33].
- 27 липня 2013 року У матчі третього туру «Десна» здобула першу перемогу в чемпіонаті України сезону 2013/14, обігравши на своєму полі армянський «Титан» з рахунком 3:1[34].
- 7 серпня 2013 року Гостьовою перемогою з рахунком 3:1 над «Енергією» (Нова Каховка) «Десна» стартувала в розіграші Кубку України[35].
- 30 жовтня 2013 року Після перемоги в серії післяматчевих пенальті над запорізьким «Металургом» «Десна» вперше в історії вийшла в 1/4 фіналу Кубку України[36].
- 23 листопада 2013 року Команда зіграла останній офіційний матч у 2013 році. У виїзному матчі 20-о туру «Десна» програла команді «УкрАгроКом» з рахунком 0:1[37].
- 15 січня 2014 року «Десна» розпочала підготовку до весняної частини сезону[38].
- «Десна» зіграла перший матч на Меморіалі Макарова-2014. З рахунком 2:0 чернігівці обіграли київський РВУФК[38].
- 26 січня 2014 року «Десна» виграла турнір пам'яті Олега Макарова, здобувши перемогу в фінальному матчі над «Динамо-2» (2:1)[39].
- 5 лютого 2014 року Команда вирушила на тренувальний збір до Криму.
- 25 лютого 2014 року «Десна» вирушила на тренувальний збір до Туреччини[40].
- 2 березня 2014 року «Десна» зіграла перший матч на навчально-тренувальному зборі в Туреччині з російською командою «Спартак-Нальчик» (2:3)[41].
- 5 березня 2014 року «Десна» здобула перемогу в товариському матчі над збірною Киргизстану (2:0)[42].
- 8 березня 2014 року «Десна» обіграла віце-чемпіона Білорусі «Шахтар» (Солігорськ) з рахунком 3:0[43].
- 11 березня 2014 року Останній матч на зборі в Туреччині з російським клубом «Калуга» завершився поразкою «Десни» з рахунком 2:3[44].
- 26 березня 2014 року Домашньою поразкою з рахунком 0:2 від донецького «Шахтаря» на стадії 1/4 фіналу «Десна» завершила виступи в розіграші Кубка України[45]. На матчі були присутні 14 150 глядачів, що стало рекордом відвідуваності команди в сезоні.
- 29 березня 2014 року У своєму першому матчі чемпіонату України після зимової перерви команда програла футбольному клубу «Полтава» з рахунком 1:2.
- 31 березня 2014 року Домашньою поразкою 0:1 від охтирського «Нафтовика» «Десна» завершила сезон 2013/14 років. Команда зайняла 5-е місце в першій лізі.

### Статистика гравців

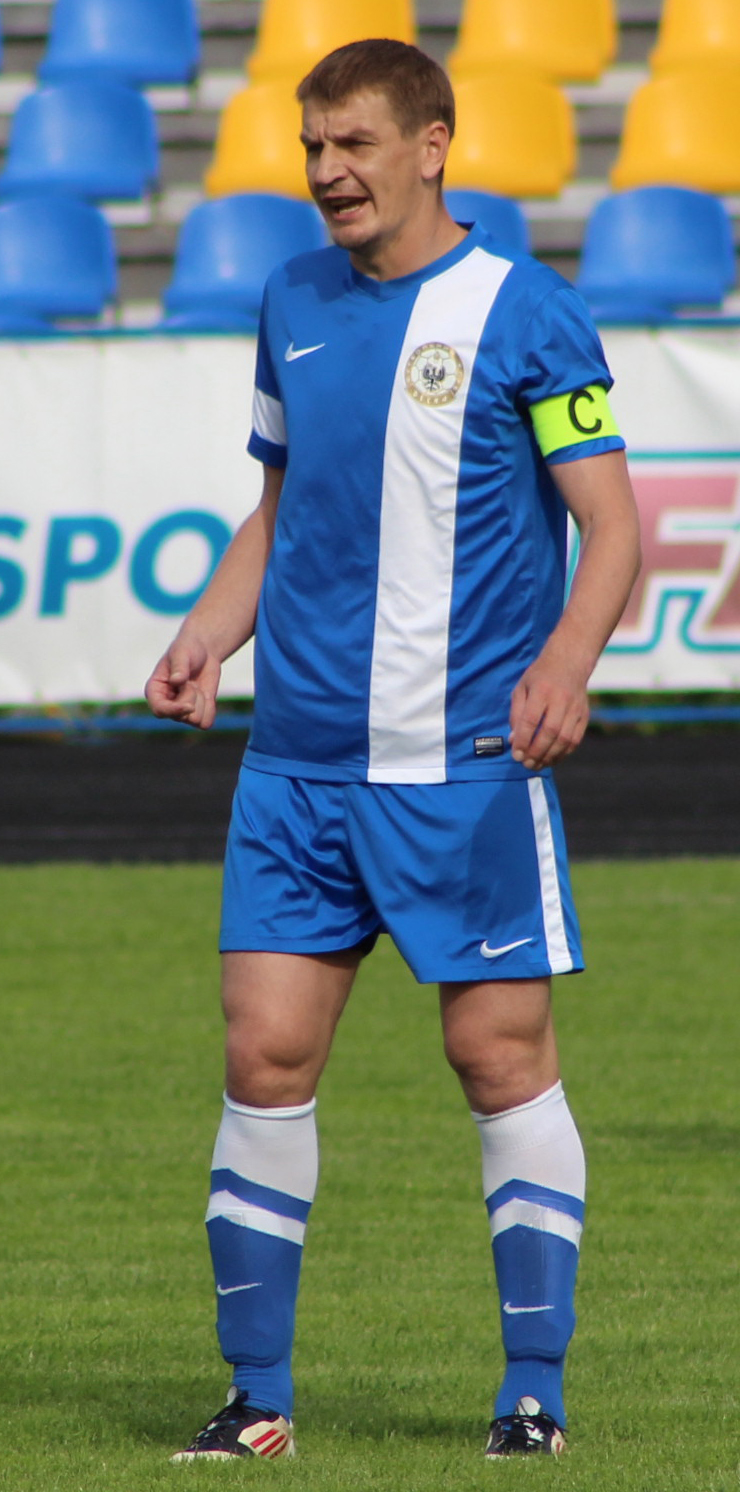
Вадим Мельник — капітан «Десни» в сезоні 2013/14

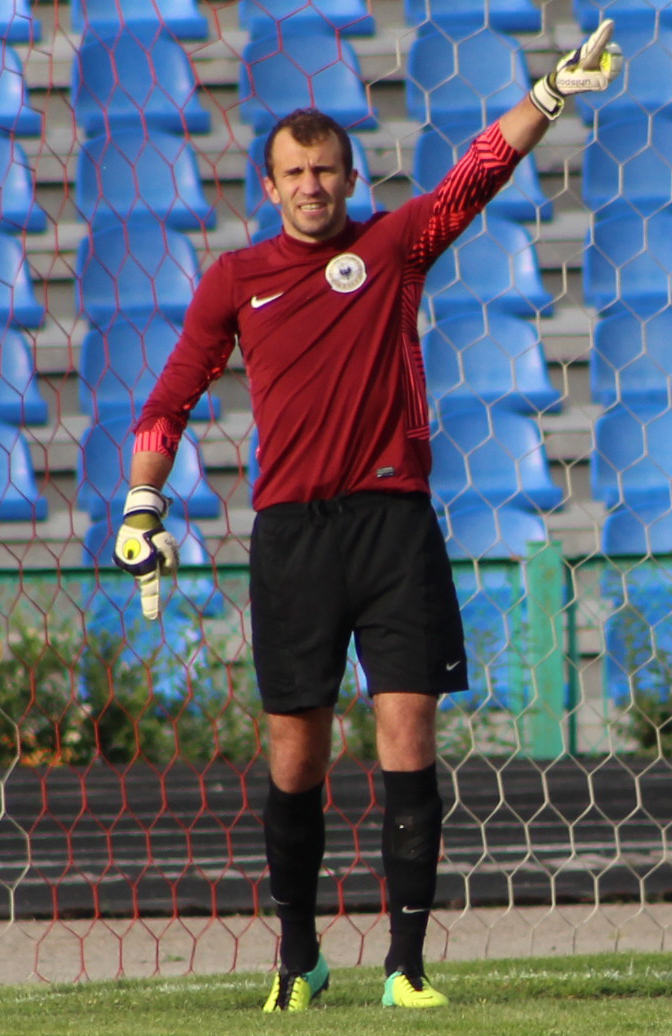
Андрій Федоренко — основний воротар команди в сезоні 2013/14

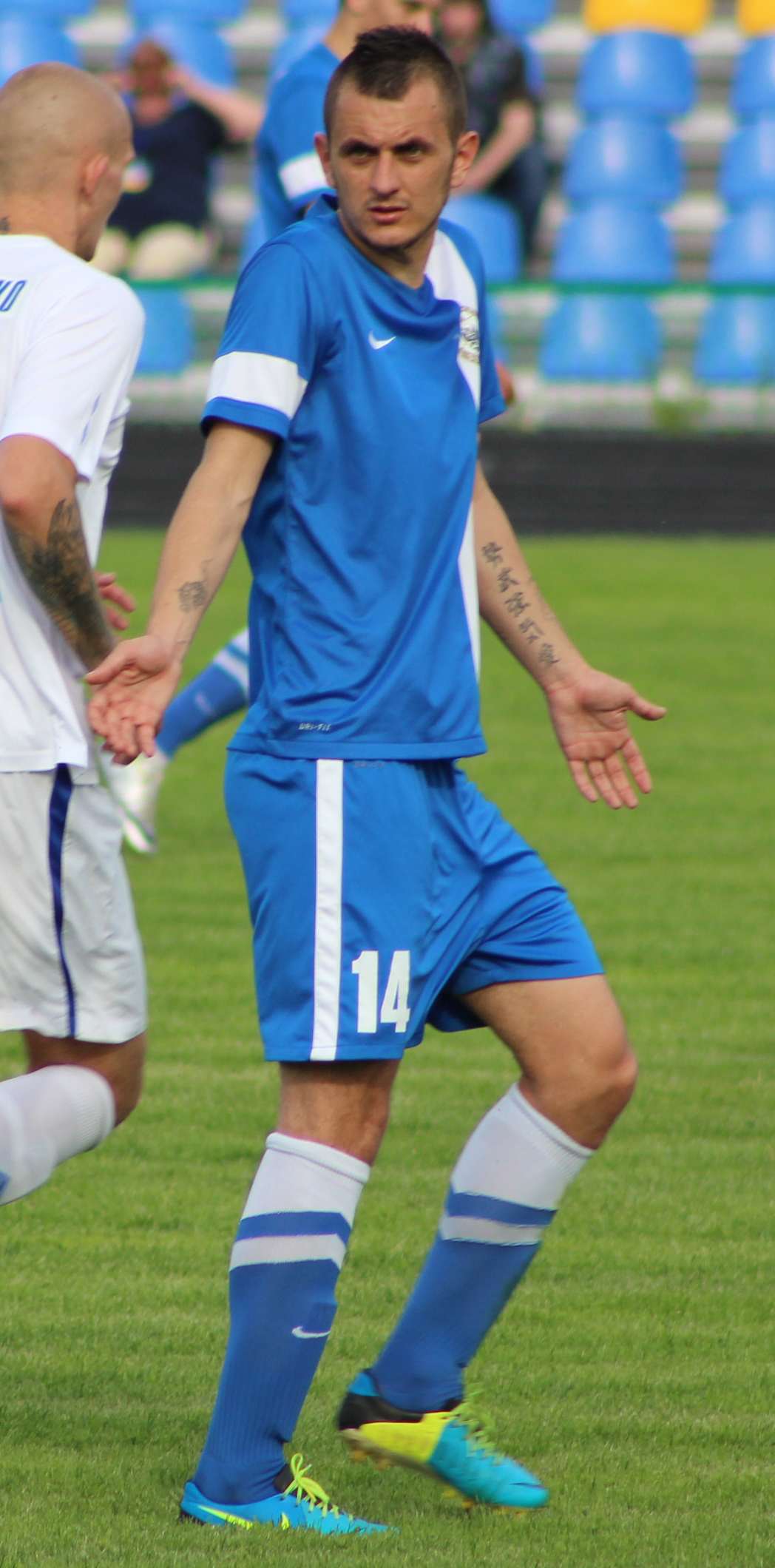
Євген Чепурненко — найкращий бомбардир «Десни» в першій лізі 2013/14

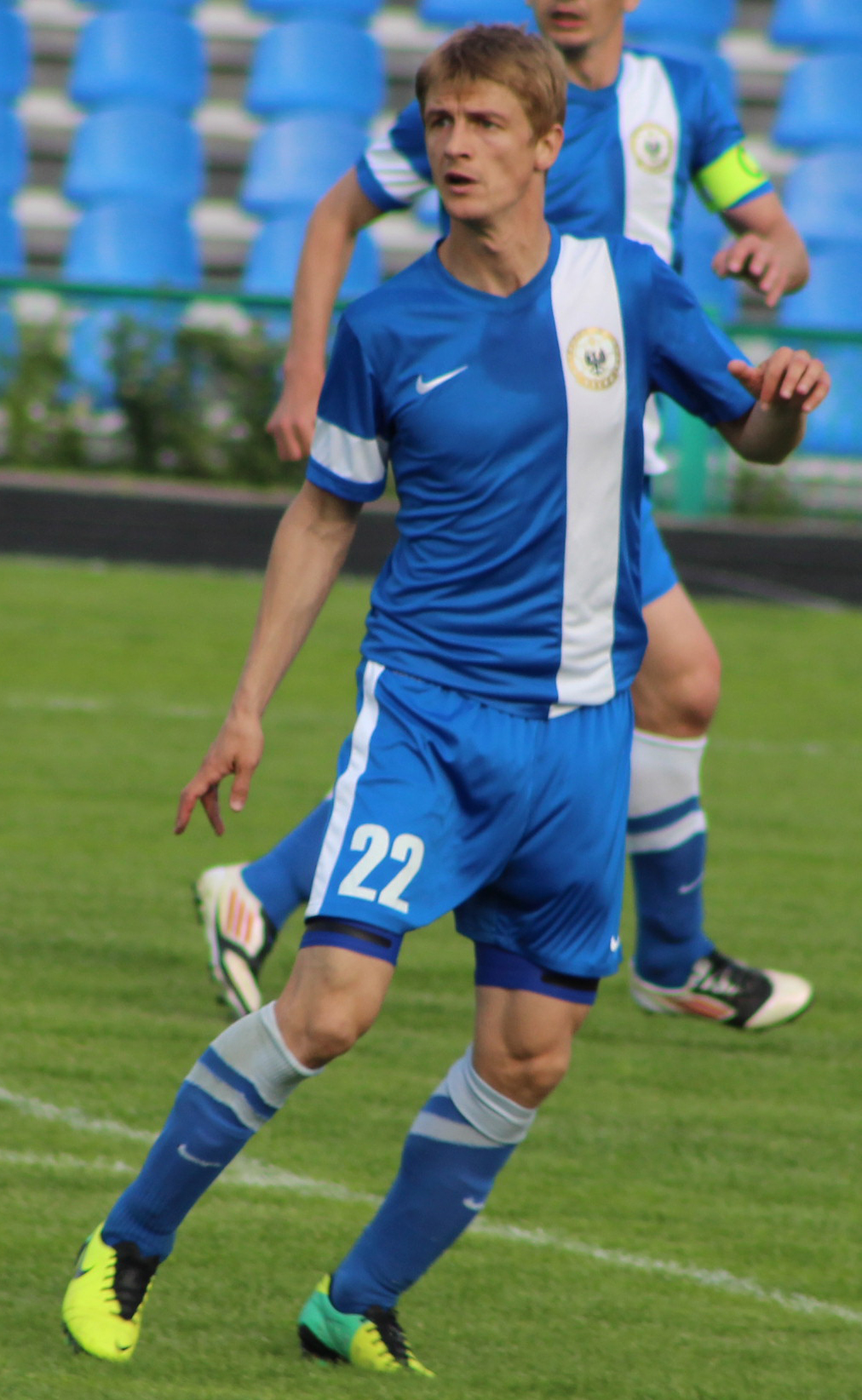
Ярема Каваців — основний центральний захисник «Десни» в сезоні 2013/14

## Статистика сезону

### Статистика команди[46]
| Зіграно матчів    | 34 (30 чемпіонат України, 4 Кубок України)                                          |
| Перемоги          | 16 (14 чемпіонат України, 2 Кубок України)                                          |
| Нічиї             | 3 (2 чемпіонат України, 1 Кубок України)                                            |
| Поразки           | 15 (14 чемпіонат України, 1 Кубок України)                                          |
| Забитих м'ячів    | 39 (33 чемпіонат України, 6 Кубок України)                                          |
| Пропущених м'ячів | 32 (27 чемпіонат України, 6 Кубок України)                                          |
| Різниця м'ячів    | +7                                                                                  |
| Попередження      | 72                                                                                  |
| Видалення         | 1 (за два попередження)                                                             |
| Найкращий рахунок | 4:0                                                                                 |
| Найкращий рахунок | 2:4, 1:3, 0:2                                                                       |
| Очки              | Загалом: 51/102 (50 %), Чемпіонат України: 44/90 (48 %), Кубок України: 7/12 (58 %) |

### Статистика тренера[46]
| 1 | Олександр Рябоконь | 34 матчі (+16=3−15) |

### Статистика гравців[46]
| Сухі матчі                 | Андрій Федоренко — 12 (12 чемпіонат, 0 Кубок України) Олег Шевченко — 4 (4 чемпіонат, 0 Кубок України) |
| Найбільша кількість матчів | Вадим Мельник — 33 (30 чемпіонат, 3 Кубок України)                                                     |
| Найкращий бомбардир        | Єгор Картушов (8 голів)                                                                                |
| Найкраща дисципліна        | Павло Щедраков (0 8 )                                                                                  |

#### Капітан команди
| Гравець            | Чемпіонат | Чемпіонат | Чемпіонат    | Кубок України | Кубок України | Кубок України | Загалом | Загалом | Загалом      |
| Гравець            | Матчі     | Капітан   | в середньому | Матчі         | Капітан       | в середньому  | Матчі   | Капітан | в середньому |
| ------------------ | --------- | --------- | ------------ | ------------- | ------------- | ------------- | ------- | ------- | ------------ |
| Вадим Мельник      | 30        | 30        | 1,0          | 3             | 3             | 1,0           | 33      | 33      | 1,0          |
| Євгеній Чепурненко | 22        | 0         | 0            | 3             | 1             | 0,33          | 25      | 1       | 0,04         |

#### Найкращі бомбардири команди[47]
| Гравець                 | Чемпіонат | Чемпіонат   | Чемпіонат    | Кубок України | Кубок України | Кубок України | Загалом | Загалом     | Загалом      |
| Гравець                 | Матчі     | Голи (пен.) | в середньому | Матчі         | Голи (пен.)   | в середньому  | Матчі   | Голи (пен.) | в середньому |
| ----------------------- | --------- | ----------- | ------------ | ------------- | ------------- | ------------- | ------- | ----------- | ------------ |
| Єгор Картушов           | 26        | 6 (1)       | 0,23         | 4             | 2             | 0,5           | 30      | 8 (1)       | 0,26         |
| Євгеній Чепурненко      | 22        | 7 (1)       | 0,31         | 3             | 0             | 0             | 25      | 7 (1)       | 0,28         |
| Юрій Фурта              | 19        | 4           | 0,21         | 2             | 0             | 0             | 21      | 4           | 0,19         |
| Петро Кондартюк         | 24        | 3 (2)       | 0,12         | 4             | 0             | 0             | 28      | 3 (2)       | 0,1          |
| Юрій Плешаков           | 9         | 2           | 0,22         | 1             | 0             | 0             | 10      | 2           | 0,2          |
| Микола Агапов           | 19        | 1           | 0,05         | 1             | 1             | 1             | 20      | 2           | 0,1          |
| Вадим Бовтрук           | 24        | 2           | 0,08         | 3             | 0             | 0             | 27      | 2           | 0,07         |
| Ярема Каваців           | 24        | 2           | 0,08         | 4             | 0             | 0             | 28      | 2           | 0,07         |
| Олександр Деребчинський | 6         | 1           | 0,16         | 0             | 0             | 0             | 6       | 1           | 0,16         |
| Іван Білий              | 8         | 1           | 0,12         | 1             | 0             | 0             | 9       | 1           | 0,11         |
| Андрій Малюк            | 11        | 0           | 0            | 2             | 1             | 0,5           | 13      | 1           | 0,07         |
| Михайло Козак           | 20        | 1           | 0,05         | 4             | 0             | 0             | 24      | 1           | 0,04         |
| Володимир Чуланов       | 21        | 1           | 0,04         | 4             | 0             | 0             | 25      | 1           | 0,04         |
| Роман Мачуленко         | 26        | 0           | 0            | 2             | 1             | 0,5           | 28      | 1           | 0,03         |
| Павло Щедраков          | 26        | 1           | 0,03         | 2             | 0             | 0             | 28      | 1           | 0,03         |
| Вадим Мельник           | 30        | 0           | 0            | 3             | 1             | 0,33          | 33      | 1           | 0,03         |

#### Матчі, голи та покарання
| №  | Поз. | Ім'я                    | Чемпіонат | Чемпіонат | Чемпіонат | Чемпіонат | Чемпіонат | Кубок України | Кубок України | Кубок України | Кубок України | Кубок України | Загалом | Загалом | Загалом | Загалом | Загалом |
| №  | Поз. | Ім'я                    | Матчі     | Голи      | капітан   | ЖК        | RK        | Матчі         | Голи          | капітан       | ЖК            | RK            | Матчі   | Голи    | капітан | ЖК      | RK      |
| -- | ---- | ----------------------- | --------- | --------- | --------- | --------- | --------- | ------------- | ------------- | ------------- | ------------- | ------------- | ------- | ------- | ------- | ------- | ------- |
| 4  | ЗХ   | Вадим Мельник           | 30        | 0         | 30        | 3         | 0         | 3             | 1             | 3             | 0             | 0             | 33      | 1       | 33      | 3       | 0       |
| 12 | ПЗ   | Єгор Картушов           | 26        | 6 (1)     | 0         | 4         | 0         | 4             | 2             | 0             | 0             | 0             | 30      | 8 (1)   | 0       | 4       | 0       |
| 3  | ПЗ   | Павло Щедраков          | 26        | 1         | 0         | 8         | 0         | 2             | 0             | 0             | 0             | 0             | 28      | 1       | 0       | 8       | 0       |
| 22 | ЗХ   | Ярема Каваців           | 24        | 2         | 0         | 4         | 0         | 4             | 0             | 0             | 1             | 0             | 28      | 2       | 0       | 5       | 0       |
| 9  | ПЗ   | Петро Кондратюк         | 24        | 3 (2)     | 0         | 3         | 0         | 4             | 0             | 0             | 0             | 0             | 28      | 3 (2)   | 0       | 3       | 0       |
| 17 | ПЗ   | Роман Мачуленко         | 26        | 0         | 0         | 3         | 0         | 2             | 1             | 0             | 0             | 0             | 28      | 1       | 0       | 3       | 0       |
| 11 | ПЗ   | Вадим Бовтрук           | 24        | 2         | 0         | 4         | 0         | 3             | 0             | 0             | 0             | 0             | 27      | 2       | 0       | 4       | 0       |
| 1  | ВР   | Андрій Федоренко        | 23        | −21       | 0         | 1         | 0         | 3             | −4            | 0             | 1             | 0             | 26      | −25     | 0       | 2       | 0       |
| 14 | ПЗ   | Євгеній Чепурненко      | 22        | 7 (1)     | 0         | 4         | 0         | 3             | 0             | 1             | 0             | 0             | 25      | 7 (1)   | 1       | 4       | 0       |
| 5  | ЗХ   | Володимир Чуланов       | 21        | 1         | 0         | 0         | 0         | 4             | 0             | 0             | 0             | 0             | 25      | 1       | 0       | 0       | 0       |
| 7  | НП   | Михайло Козак           | 20        | 1         | 0         | 6         | 1         | 4             | 0             | 0             | 0             | 0             | 24      | 1       | 0       | 6       | 1       |
| 27 | ЗХ   | Андрій Смалько          | 19        | 0         | 0         | 6         | 0         | 3             | 0             | 0             | 0             | 0             | 22      | 0       | 0       | 6       | 0       |
| 2  | ЗХ   | Вадим Жук               | 18        | 0         | 0         | 7         | 0         | 3             | 0             | 0             | 0             | 0             | 21      | 0       | 0       | 7       | 0       |
| 15 | НП   | Юрій Фурта              | 19        | 4         | 0         | 1         | 0         | 2             | 0             | 0             | 1             | 0             | 21      | 4       | 0       | 2       | 0       |
| 23 | НП   | Микола Агапов           | 19        | 1         | 0         | 4         | 0         | 1             | 1             | 0             | 0             | 0             | 20      | 2       | 0       | 4       | 0       |
| 6  | ПЗ   | Олександр Стеценко      | 15        | 0         | 0         | 1         | 0         | 2             | 0             | 0             | 0             | 0             | 17      | 0       | 0       | 1       | 0       |
| 19 | НП   | Андрій Малюк            | 11        | 0         | 0         | 2         | 0         | 2             | 1             | 0             | 0             | 0             | 13      | 1       | 0       | 2       | 0       |
| 10 | ПЗ   | Антон Крамар            | 10        | 0         | 0         | 2         | 0         | 1             | 0             | 0             | 0             | 0             | 11      | 0       | 0       | 2       | 0       |
| 8  | НП   | Юрій Плешаков           | 9         | 2         | 0         | 1         | 0         | 1             | 0             | 0             | 0             | 0             | 10      | 2       | 0       | 1       | 0       |
| 18 | ПЗ   | Леван Гулордава         | 8         | 0         | 0         | 0         | 0         | 2             | 0             | 0             | 0             | 0             | 10      | 0       | 0       | 0       | 0       |
| 13 | ВР   | Олег Шевченко           | 8         | −6        | 0         | 0         | 0         | 1             | −1            | 0             | 0             | 0             | 9       | −7      | 0       | 0       | 0       |
| 8  | ЗХ   | Іван Білий              | 8         | 1         | 0         | 3         | 0         | 1             | 0             | 0             | 0             | 0             | 9       | 1       | 0       | 3       | 0       |
| 16 | ПЗ   | Роман Луценко           | 8         | 0         | 0         | 1         | 0         | 0             | 0             | 0             | 0             | 0             | 8       | 0       | 0       | 1       | 0       |
| 16 | ПЗ   | Віталій Грицай          | 6         | 0         | 0         | 0         | 0         | 1             | 0             | 0             | 0             | 0             | 7       | 0       | 0       | 0       | 0       |
| 18 | ЗХ   | Анатолій Бурлін         | 6         | 0         | 0         | 0         | 0         | 0             | 0             | 0             | 0             | 0             | 6       | 0       | 0       | 0       | 0       |
| 21 | НП   | Олександр Деребчинський | 6         | 1         | 0         | 0         | 0         | 0             | 0             | 0             | 0             | 0             | 6       | 1       | 0       | 0       | 0       |
| 10 | НП   | Андрій Кругляк          | 4         | 0         | 0         | 0         | 0         | 0             | 0             | 0             | 0             | 0             | 4       | 0       | 0       | 0       | 0       |
| 10 | НП   | Дмитро Бровкін          | 3         | 0         | 0         | 0         | 0         | 0             | 0             | 0             | 0             | 0             | 3       | 0       | 0       | 0       | 0       |
| 21 | ЗХ   | Тимур Рустамов          | 2         | 0         | 0         | 1         | 0         | 0             | 0             | 0             | 0             | 0             | 2       | 0       | 0       | 1       | 0       |
| 7  | ПЗ   | Богдан Кобець           | 0         | 0         | 0         | 0         | 0         | 0             | 0             | 0             | 0             | 0             | 0       | 0       | 0       | 0       | 0       |
| 19 | ЗХ   | Вадим Малюк             | 0         | 0         | 0         | 0         | 0         | 0             | 0             | 0             | 0             | 0             | 0       | 0       | 0       | 0       | 0       |
| 26 | ПЗ   | Ілля Сірий              | 0         | 0         | 0         | 0         | 0         | 0             | 0             | 0             | 0             | 0             | 0       | 0       | 0       | 0       | 0       |

#### Лауреати сезону
У збірну першого півріччя першої ліги за версією Football.ua включалися:
- Єгор Картушов — № 1 на позиції лівий півзахисник[48]
- Олександр Рябоконь — № 3 серед тренерів[48]

У збірну другого півріччя першої ліги за версією Football.ua включалися:
- Євгеній Чепурненко — № 1 на позиції атакувальний півзахисник[49]
- Ярема Каваців — № 2 на позиції центральний захисник[49]

До збірної першої частини першої ліги за версією UA-Футбол включалися:
- Єгор Картушов — на позиції лівий півзахисник[50]

### Досягнення
| Турнір                  | Досягнення |
| ----------------------- | ---------- |
| Кубок України           | 1/4 фіналу |
| Меморіал Олега Макарова | Переможець |

### Глядацька статистика
| Чемпіонат України (30 матчів) |                                                        |                                                                                      |         |
| кіл-ть глядачів               | вдома (15 матчів)                                      | на виїзді (15 матчів)                                                                | загалом |
| максимальна                   | 2 900 проти «УкрАгроКома» (Головківка), 11 серпня 2013 | 2 500 проти ПФК «Суми», 31 серпня 2013 2 500 проти «Ниви» (Тернопіль), 4 травня 2014 | загалом |
| мінімальна                    | 520 проти «Ниви» (Тернопіль), 20 вересня 2013          | 0 проти ПФК «Олександрія», 11 травня 2014                                            | загалом |
| середня                       | 1 273                                                  | 1 325                                                                                | 1 298   |
| сума                          | 19 095                                                 | 18 550                                                                               | 37 645  |

| Кубок України (4 матчі) |                                                     |                                                   |         |
| кіл-ть глядачів         | вдома (2 матчі)                                     | на виїзді (2 матчі)                               | загалом |
| максимальна             | 14 150 проти «Шахтаря» (Донецьк), 26 березня 2014   | 805 проти «Енергії» (Нова Каховка), 7 серпня 2013 | загалом |
| мінімальна              | 5 250 проти «Металурга» (Запоріжжя), 30 жовтня 2013 | 500 проти «Гірника» (Кривий Ріг), 25 вересня 2013 | загалом |
| середня                 | 9 700                                               | 652                                               | 5 176   |
| сума                    | 19 400                                              | 1 305                                             | 20 705  |

| Всі офіційні матчі сезону (34 игры) |                                                   |                                                                                      |         |
| кіл-ть глядачів                     | вдома (17 матчів)                                 | на виїзді (17 матчів)                                                                | загалом |
| максимальна                         | 14 150 проти «Шахтаря» (Донецьк), 26 березня 2014 | 2 500 проти ПФК «Суми», 31 серпня 2013 2 500 проти «Ниви» (Тернопіль), 4 травня 2014 | загалом |
| мінімальна                          | 520 проти «Ниви» (Тернопіль), 20 вересня 2013     | 0 проти ПФК «Олександрія», 11 травня 2014                                            | загалом |
| середня                             | 2 264                                             | 1 240                                                                                | 1 768   |
| сума                                | 38 495                                            | 19 855                                                                               | 58 350  |

## Передсезонні й товариські матчі

### Передсезонні матчі
| товариський 03.07.2013 | «Динамо-2» (Київ)         | 2:0  | «Десна»   | Київ                                 |  |
| EET (UTC+3)            | Мякушко 9' Ягодінскіс 19' | Звіт | Берко 17' | Стадіон: НТБ ФК «Динамо» Глядачі: 40 |  |

| товариський 04.07.2013 | «Десна» | 5:0  | «Арсенал U-21» (Київ) |  |  |
| EET (UTC+3)            |         | Звіт |                       |  |  |

| товариський 07.07.2013 | «Десна» | 0:2  | «Оболонь-Бровар» |  |  |
| EET (UTC+3)            |         | Звіт |                  |  |  |

| товариський 08.07.2013 | «Десна» | 2:1  | «Арсенал-Київщина» (Біла Церква) |  |  |
| EET (UTC+3)            |         | Звіт |                                  |  |  |

#### Навчально-тренувальний збір ФК «Десна» вКриму(з 5 лютого 2014 роки)
| товариський 06.02.2014 | «Ворскла U-21» (Полтава) | 0:3  | «Десна»                                   |  |  |
| EET (UTC+3)            |                          | Звіт | Мачуленко 55' Картушов 65' Чепурненко 76' |  |  |

| товариський 09.02.2014 | «Десна»                                              | 4:2  | «УкрАгроКом» (Головківка) | Куйбишеве                 |  |
| EET (UTC+3)            | Плешаков 2' Єлісєєв 14' Грицай 28' Деребчинський 67' | Звіт | Горбаненко 69' Койдан 86' | Стадіон: СКТ «Інкомспорт» |  |

| товариський 10.02.2014 | «Десна»                         | 2:1  | «Титан» (Армянськ) | Куйбишеве                 |  |
| EET (UTC+3)            | ? · Чепурненко 45' · Агапов 66' | Звіт | Нудний 88' (пен.)  | Стадіон: СКТ «Інкомспорт» |  |

| товариський 13.02.2014 | «Десна» | 1:0  | «Шахтар» (Свердловськ) | Куйбишеве                 |  |
| EET (UTC+3)            | ? 42'   | Звіт |                        | Стадіон: СКТ «Інкомспорт» |  |

| товариський 15.02.2014 | «Зірка» (Кропивницький) | 1:2  | «Десна»     | Куйбишеве                 |  |
| EET (UTC+3)            | Родіна 42'              | Звіт | ? 43' ? 48' | Стадіон: СКТ «Інкомспорт» |  |

| товариський 17.02.2014 | «Десна»     | 2:1  | «УкрАгроКом» (Головківка) | Куйбишеве                 |  |
| EET (UTC+3)            | ? 74' ? 80' | Звіт | Соломка 42'               | Стадіон: СКТ «Інкомспорт» |  |

#### Навчально-тренувальний збір ФК «Десна» вТуреччині(25 лютого — 11 березень 2014 роки)
| товариський 02.03.2014 | «Спартак-Нальчик»          | 3:2        | «Десна»                  | Анталія, Туреччина |  |
| EET (UTC+3)            | Сірадзе 3', 25' Кірєєв 75' | Звіт Відео | Чепурненко 40' Козак 43' |                    |  |

| товариський 05.03.2014 | «Десна»               | 2:0   | Збірна Киргизстану | Анталія, Туреччина |  |
| EET (UTC+3)            | Картушов ?' Бурлін ?' | Звіт< |                    |                    |  |

| товариський 08.03.2014 | «Шахтар» (Солігорськ) | 0:3        | «Десна»                      | Сіде, Туреччина |  |
| EET (UTC+3)            |                       | Звіт Відео | Мачуленко 5' Агапов 75', 85' |                 |  |

| товариський 11.03.2014 | «Калуга»       | 3:2  | «Десна»              | Анталія, Туреччина |  |
| EET (UTC+3)            | ? ?' ? ?' ? ?' | Звіт | Деребчинський ?', ?' |                    |  |

| товариський 19.03.2014 | «Оболонь-Бровар» (Київ) | 0:3  | «Десна»              | Буча |  |
| 15:00 EET (UTC+3)      |                         | Звіт | Мельник 5' Фурта 87' |      |  |

## Меморіал Макарова
| 2-й тур 16.01.2014 | РВУФК (Київ) | 0:2  | «Десна»         | Київ                     |  |
| 10:00 EET (UTC+3)  |              | Звіт | Грицай 85', 88' | Стадіон: НТБ ФК «Динамо» |  |

| 1-й тур 17.01.2014 | «Десна»                                                                                | 9:0  | «Локомотив» (Київ) | Київ                     |  |
| EET (UTC+3)        | Грицай 2' Картушов 22' Козак 47', 65' Агапов 52', 60', 70' Мачуленко 75' Мельник 90+1' | Звіт |                    | Стадіон: НТБ ФК «Динамо» |  |

| 3-й тур 18.01.2014 | «Десна»                                                                                 | 10:0 | «Енергія» (Київ) | Київ                     |  |
| 11:00 EET (UTC+3)  | Стеценко 11' Козак 14' Гулордава 17' Агапов 54', 58', 63', 64' Чепурненко 61', 69', 89' | Звіт |                  | Стадіон: НТБ ФК «Динамо» |  |

| 4-й тур 19.01.2014 | «Десна»   | 1:2  | «Колос» (Ковалівка)      | Київ                     |  |
| 14:00 EET (UTC+3)  | Агапов 5' | Звіт | Костишин 29' Ятленко 89' | Стадіон: НТБ ФК «Динамо» |  |

| 5-й тур 21.01.2014 | «Динамо U-21» (Київ) | 0:2  | «Десна»                 | Київ                     |  |
| 12:00 EET (UTC+3)  |                      | Звіт | Мельник 64' Каваців 77' | Стадіон: НТБ ФК «Динамо» |  |

| 1/4 фіналу 22.01.2014 | UPG (Коростень) | 1:3  | «Десна»                                      | Київ                     |  |
| 12:00 EET (UTC+3)     | Бондаренко 12'  | Звіт | Чепурненко 58', 72' (пен.) Деребчинський 89' | Стадіон: НТБ ФК «Динамо» |  |

| 1/2 фіналу 24.01.2014 | «Десна»                                    | 4:1  | «Путрівка» | Київ                     |  |
| 12:00 EET (UTC+3)     | Гриппа 21', 31' Мачуленко 56' Картушов 66' | Звіт | Вишняк 7'  | Стадіон: НТБ ФК «Динамо» |  |

| фінал 26.01.2014  | «Динамо-2» (Київ) | 1:2  | «Десна»                 | Київ                                                            |  |
| 13:00 EET (UTC+3) | Маїк 71'          | Звіт | Грицай 47' Картушов 55' | Стадіон: НТБ ФК «Динамо» Суддя: Сергій Бойко (Київська область) |  |

## FavBet Ліга 1
|  |

### Турнірна таблиця
| М  | Команда             | І  | В  | Н  | П  | РМ    | О  |
| -- | ------------------- | -- | -- | -- | -- | ----- | -- |
|    | «Олімпік»           | 30 | 16 | 7  | 7  | 45−33 | 55 |
|    | ПФК «Олександрія»   | 30 | 14 | 10 | 6  | 47−28 | 52 |
|    | «Сталь»             | 30 | 16 | 3  | 11 | 41−33 | 51 |
| 4  | ФК «Полтава»        | 30 | 14 | 4  | 12 | 36−34 | 46 |
| 5  | «Десна»             | 30 | 14 | 2  | 14 | 33−27 | 44 |
| 6  | «Зірка»             | 30 | 12 | 8  | 10 | 36−34 | 44 |
| 7  | «Нафтовик-Укрнафта» | 30 | 12 | 7  | 11 | 40−35 | 43 |
| 8  | «Украгроком»        | 30 | 11 | 9  | 10 | 27−27 | 42 |
| 9  | «Геліос»            | 30 | 10 | 11 | 9  | 29−35 | 41 |
| 10 | «Нива»              | 30 | 10 | 9  | 11 | 33−32 | 39 |
| 11 | ПФК «Суми»          | 30 | 11 | 6  | 13 | 29−39 | 39 |
| 12 | «Титан»             | 30 | 10 | 8  | 12 | 32−41 | 38 |
| 13 | «Буковина»          | 30 | 10 | 6  | 14 | 26−36 | 36 |
| 14 | «Динамо-2»          | 30 | 8  | 8  | 14 | 29−30 | 32 |
| 15 | «Авангард»          | 30 | 7  | 10 | 13 | 23−27 | 31 |
| 16 | МФК «Миколаїв»      | 30 | 9  | 4  | 17 | 34−49 | 31 |

Позначення:

### Матчі[53]

#### Перше коло
| 1-й тур 14.07.2013 | «Десна»      | 0:0  | «Динамо-2» (Київ) | Чернігів                                                                       |  |
| 18:00 EET (UTC+3)  | Картушов 15' | Звіт | Цибульник 40'     | Стадіон: імені Ю. Гагаріна Глядачі: 2 600 Суддя: Михайло Митровський (Ужгород) |  |

| 2-й тур 20.07.2013 | «Авангард» (Краматорськ)                                                         | 2:1  | «Десна»                                              | Краматорськ                                                       |  |
| 18:00 EET (UTC+3)  | Ямполь 16' Піднебенной 81' Тищенко 36' Якименко 45' Войтенко 48' Піднебенной 82' | Звіт | Фурта 90+4' Стеценко 72' Федоренко 90+1' Білий 90+1' | Стадіон: «Авангард» Глядачі: 2 100 Суддя: Олександр Павлюк (Київ) |  |

| 3-й тур 27.07.2013 | «Десна»                                                                                   | 3:1  | «Титан» (Армянськ)                                          | Чернігів                                                         |  |
| 18:00 EET (UTC+3)  | Бовтрук 17' Щедраков 73' Чепурненко 89' Щедраков 45+1' Мельник 63' Жук 75' Чепурненко 90' | Звіт | Жигалов 50' Нудний 30' Кравченко 45+1' Жигалов 70' Кудь 86' | Стадіон: ім. Юрія Гагаріна Глядачі: 580 Суддя: Чижевський (Київ) |  |

| 4-й тур 03.08.2013 | «Геліос» (Харків)                                            | 1:0  | «Десна»           | Харків                                                  |  |
| 18:00 EET (UTC+3)  | Качур 31' Давидов 45+1' Кравченко 66' Пицик 71' Борзенко 89' | Звіт | Білий 38' Жук 52' | Стадіон: Сонячний Глядачі: 800 Суддя: Іванов (Макіївка) |  |

| 5-й тур 11.08.2013 | «Десна»                                                | 3:0  | «УкрАгроКом» (Головківка)      | Чернігів                                                             |  |
| 18:00 EET (UTC+3)  | Кондратюк 5' (пен.) Білий 51' Білий 85' А. Малюк 90+1' | Звіт | Науменко Сірик 39' Даньків 44' | Стадіон: ім. Юрія Гагаріна Глядачі: 2 900 Суддя: Юрій Грисьо (Львів) |  |

| 6-й тур 17.08.2013 | «Полтава»                                                                                     | 3:1  | «Десна»                                              | Полтава                                                         |  |
| 17:00 EET (UTC+3)  | Семененко 51' Білий 70' (аг) Насібулін 89' Давидов 45+1' Кравченко 66' Піцик 71' Борзенко 89' | Звіт | Кондратюк · Агапов 90+1' · Щедраков 12' · Агапов 13' | Стадіон: Локомотив Глядачі: 2 900 Суддя: Д. Сердюк (Кривий Ріг) |  |

| 7-й тур 24.08.2013 | «Десна»                         | 1:2  | «Олімпік» (Донецьк)                                        | Чернігів                                                               |  |
| 18:00 EET (UTC+3)  | Певнев 45+1' (аг) Мачуленко 64' | Звіт | Семенина 31' Дорошенко 88' (пен.) Певнев 42' Дорошенко 62' | Стадіон: імені Юрія Гагаріна Глядачі: 2 320 Суддя: Юрій Грисьо (Львів) |  |

| 8-й тур 31.08.2013 | «Суми»                  | 1:0  | «Десна»                                               | Суми                                                                 |  |
| 19:00 EET (UTC+3)  | Кадимян 90+1' Дурай 61' | Звіт | Луценко 27' Кондратюк 70' Щедраков 79' Рустамов 90+4' | Стадіон: Ювілейний Глядачі: 2 500 Суддя: Володимир Новохатній (Київ) |  |

| 9-й тур 07.09.2013 | «Десна» | 0:2  | «Сталь» (Алчевськ)                            | Чернігів                                                                          |  |
| 17:00 EET (UTC+3)  |         | Звіт | Сікорський 5' Поступаленко 22' Максименко 85' | Стадіон: імені Юрія Гагаріна Глядачі: 1 200 Суддя: Максим Козиряцький (Запоріжжя) |  |

| 10-й тур 14.09.2013 | «Буковина»                                   | 1:0  | «Десна»                                     | Чернівці                                                      |  |
| 17:00 EET (UTC+3)   | Керчу 88' (пен.) Рибковський 50' Семенюк 62' | Звіт | Жук 13' Каваців 27' Мачуленко 69' Козак 87' | Стадіон: Буковина Глядачі: 1 500 Суддя: Микола Балакін (Київ) |  |

| 11-й тур 20.09.2013 | «Десна»                   | 1:0  | «Нива» (Тернопіль)                               | Чернігів                                                                |  |
| 17:00 EET (UTC+3)   | Картушов 89' Агапов 90+3' | Звіт | Романюк 52' І. Мельник 58' Кікоть 71' Яневич 76' | Стадіон: імені Юрія Гагаріна Глядачі: 520 Суддя: Дмитро Жуков (Донецьк) |  |

| 12-й тур 29.09.2013 | «Десна»                                                              | 2:0  | «Олександрія»                                   | Чернігів                                                                       |  |
| 17:00 EET (UTC+3)   | Картушов 20' (пен.) Чуланов 90+3' Жук 22' Щедраков 37' Бовтрук 90+3' | Звіт | Бондаренко 45+1', 61' Микицей 53' Сидоренко 75' | Стадіон: імені Юрія Гагаріна Глядачі: 850 Суддя: Андрій Яблонський (Тернопіль) |  |

| 13-й тур 05.10.2013 | «Зірка» (Кіровоград)                                                    | 0:0  | «Десна»                                | Кіровоград                                                    |  |
| 15:00 EET (UTC+3)   | Березовський 34' Фатєєв 41' Рудницький 64' Загальський 67' Родіна 90+3' | Звіт | Кондратюк 26' Картушов 66' Мельник 80' | Стадіон: Зірка Глядачі: 1 100 Суддя: Андрій Кутаков (Бровари) |  |

| 14-й тур 12.10.2013 | «Десна»                            | 1:0  | «Миколаїв»                       | Чернігів                                                                |  |
| 17:00 EET (UTC+3)   | Картушов 90+3' Жук 68' Смалько 74' | Звіт | Пєсков 61' Берко 70' Бринько 72' | Стадіон: імені Юрія Гагаріна Глядачі: 1 100 Суддя: Дяденко (Кіровоград) |  |

| 15-й тур 19.10.2013 | «Нафтовик-Укрнафта» (Охтирка)                                                                        | 2:1  | «Десна»                          | Охтирка                                                               |  |
| 15:00 EET (UTC+3)   | Єрмак 64' (пен.) Радіонов 83' Башлай 10' Світличний 31' Прокопченко 55' Бояринцев 66' Разуваєв 90+4' | Звіт | Картушов 6' А. Малюк 40' Жук 63' | Стадіон: Нафтовик Глядачі: 1 500 Суддя: Павло Чижевський (Кіровоград) |  |

#### Друге коло
| 16-й тур 27.10.2013 | «Динамо-2» (Київ)                              | 0:1  | «Десна»               | Охтирка                                                       |  |
| 13:30 EET (UTC+3)   | Коркішко · Юссуф 48' · Мякушко 58' · Рижук 72' | Звіт | Фурта 82' Смалько 76' | Стадіон: Динамо Глядачі: 500 Суддя: Катерина Монзуль (Харків) |  |

| 17-й тур 03.11.2013 | «Десна»                                      | 1:0  | «Авангард» (Краматорськ)                                                                        | Чернігів                                                                   |  |
| 15:00 EET (UTC+3)   | Кондратюк 81' (пен.) Агапов 57' Картушов 70' | Звіт | Ковальов 24' Піднебенной 46', 87' Ямполь 51' Тищенко 76' Войтенко 78' Пуговкін 80' Печенкін 81' | Стадіон: імені Юрія Гагаріна Глядачі: 1 080 Суддя: Москаленко (Кривий Ріг) |  |

| 18-й тур 09.11.2013 | «Титан» (Ар)                                                       | 0:1  | «Десна»                              | Армянськ                                                |  |
| 13:30 EET (UTC+3)   | Култишев 33' Аблітаров 65' Морозов 77' Муховиков 79' Кравченко 80' | Звіт | Картушов 36' Козак 31' Кондратюк 43' | Стадіон: Хімік Глядачі: 1 200 Суддя: Бондаренко (Одеса) |  |

| 19-й тур 16.11.2013 | «Десна»                                                  | 1:0  | «Геліос» (Харків)                                                       | Чернігів                                                                     |  |
| 13:30 EET (UTC+3)   | Каваців 90' Козак 31' Каваців 45+2' Щедраков 67' Жук 87' | Звіт | Собко 26' Давидов 36' Борзенко 54' Яценко 60' Кравченко 80' Качур 90+2' | Стадіон: імені Юрія Гагаріна Глядачі: 950 Суддя: Володимир Новохатній (Київ) |  |

| 20-й тур 23.11.2013 | «УкрАгроКом» (Головківка)                                    | 1:0  | «Десна»                           | Олександрія                                                         |  |
| 13:30 EET (UTC+3)   | Пономар 54' Бровкін 37' Любчак 42' Лозовий 45' Покосенко 47' | Звіт | Козак 22' Смалько 25' Мельник 77' | Стадіон: КСК «Ніка» Глядачі: 350 Суддя: Олександр Кутаков (Бровари) |  |

| 21-й тур 29.03.2014 | «Десна»      | 1:2  | «Полтава»                             | Чернігів                                                           |  |
| 15:00 EET (UTC+3)   | Картушов 23' | Звіт | Насібулін 41' Шевчук 74' Чеботаєв 85' | Стадіон: імені Юрія Гагаріна Глядачі: 1 100 Суддя: Бондар (Харків) |  |

| 22-й тур 05.04.2014 | «Олімпік» (Донецьк)                            | 1:0  | «Десна»                  | Донецьк                                                          |  |
| 14:00 EET (UTC+3)   | Лебедь 67' Гришко 24' Одинцов 26' Дитятьєв 54' | Звіт | Мачуленко 22' Агапов 34' | Стадіон: Олімпік Глядачі: 500 Суддя: Володимир Новохатній (Київ) |  |

| 23-й тур 12.04.2014 | «Десна»                                                     | 4:0  | «Суми»            | Чернігів                                                                    |  |
| 17:00 EET (UTC+3)   | Чепурненко 5' Плешаков 23' Каваців 50' Фурта 80' Крамар 58' | Звіт | Кременчуцький 75' | Стадіон: імені Юрія Гагаріна Глядачі: 810 Суддя: Роман Бохняк (Севастополь) |  |

| 24-й тур 18.04.2014 | «Сталь» (Алчевськ)                                                             | 3:2  | «Десна»                                             | Алчевськ                                                         |  |
| 17:00 EET (UTC+3)   | Акименко 17', 39' Трояновський 79' Батюшин 13' Тимофієнко 66' Трояновський 78' | Звіт | Чепурненко 10' Козак 24' Смалько 22' Козак 66', 76' | Стадіон: Сталь Глядачі: 1 200 Суддя: Андрій Лисаковський (Одеса) |  |

| 25-й тур 27.04.2014 | «Десна»                                                  | 3:0  | «Буковина» (Чернівці) | Чернігів                                                                    |  |
| 17:00 EET (UTC+3)   | Деребчинський 48' Бовтрук 52' Фурта 90+2' Чепурненко 88' | Звіт |                       | Стадіон: імені Юрія Гагаріна Глядачі: 1 055 Суддя: Микола Кривоносов (Київ) |  |

| 26-й тур 04.05.2014 | «Нива» (Тернопіль)                                           | 0:1  | «Десна»                                                      | Тернопіль                                                       |  |
| 17:00 EET (UTC+3)   | І. Мельник 22' Яворський 26', 59' Донець 64' Петрівський 67' | Звіт | Плешаков 51' Плешаков 35' Фурта 54' Бовтрук 63' Щедраков 77' | Стадіон: МС Глядачі: 2 500 Суддя: Михайло Митровський (Ужгород) |  |

| 27-й тур 11.05.2014 | «Олександрія»                                                 | 0:1  | «Десна»                                             | Олександрія                                        |  |
| 18:30 EET (UTC+3)   | Сухоцький 16' Іващенко 45' Микицей 75' Банада 79' Басов 90+3' | Звіт | Чепурненко 80' Смалько 29' Щедраков 34' Бовтрук 59' | Стадіон: КСК «Ніка» Глядачі: 0 Суддя: Саік (Одеса) |  |

| 28-й тур 17.05.2014 | «Десна»                                                | 2:4  | «Зірка» (Кіровоград)                                                     | Чернігів                                                                   |  |
| 18:00 EET (UTC+3)   | Чепурненко 2', 28' Картушов 64' Каваців 67' Крамар 71' | Звіт | Чичиков 23', 39' Г. Баранець 35' Фатєєв 81' Мостовий 36' Г. Баранець 90' | Стадіон: імені Юрія Гагаріна Глядачі: 1 030 Суддя: Олександр Павлюк (Київ) |  |

| 29-й тур 22.05.2014 | «Миколаїв»                                           | 0:1  | «Десна»                                                                   | Миколаїв                                                   |  |
| 17:00 EET (UTC+3)   | Велієв 5' Р. Луценко 12' Александров 15' Толстяк 42' | Звіт | Чепурненко 16' (пен.) Щедраков 36' Бовтрук 38' Каваців 52' Чепурненко 90' | Стадіон: ЦМС Глядачі: 1 100 Суддя: Павло Чижевський (Київ) |  |

| 30-й тур 31.05.2014 | «Десна»                    | 0:1  | «Нафтовик-Укрнафта» (Охтирка)                  | Чернігів                                                                        |  |
| 18:00 EET (UTC+3)   | Смалько 61' Чепурненко 61' | Звіт | Башлай 42' Антонюк 29' Башлай 61' Павелько 68' | Стадіон: імені Юрія Гагаріна Глядачі: 1 100 Суддя: Володимир Міланич (Миколаїв) |  |

### Статистика виступів у чемпіонаті

#### Загальна статистика виступів
| Загалом | Загалом | Загалом | Загалом | Загалом | Загалом | Загалом | Загалом | Вдома | Вдома | Вдома | Вдома | Вдома | Вдома | На виїзді | На виїзді | На виїзді | На виїзді | На виїзді | На виїзді |
| І       | В       | Н       | П       | ГЗ      | ГП      | РГ      | О       | В     | Н     | П     | ГЗ    | ГП    | РГ    | В         | Н         | П         | ГЗ        | ГП        | РГ        |
| ------- | ------- | ------- | ------- | ------- | ------- | ------- | ------- | ----- | ----- | ----- | ----- | ----- | ----- | --------- | --------- | --------- | --------- | --------- | --------- |
| 30      | 14      | 2       | 14      | 33      | 27      | +6      | 44      | 9     | 1     | 5     | 23    | 12    | +11   | 5         | 1         | 9         | 10        | 15        | −5        |

#### Результати по турам[53]
| Round     | 1 | 2  | 3 | 4  | 5 | 6  | 7  | 8  | 9  | 10 | 11 | 12 | 13 | 14 | 15 | 16 | 17 | 18 | 19 | 20 | 21 | 22 | 23 | 24 | 25 | 26 | 27 | 28 | 29 | 30 |
| --------- | - | -- | - | -- | - | -- | -- | -- | -- | -- | -- | -- | -- | -- | -- | -- | -- | -- | -- | -- | -- | -- | -- | -- | -- | -- | -- | -- | -- | -- |
| Поле      | Д | В  | Д | В  | Д | В  | Д  | В  | Д  | В  | Д  | Д  | В  | Д  | В  | В  | Д  | В  | Д  | В  | Д  | В  | Д  | В  | Д  | В  | В  | Д  | В  | Д  |
| Результат | Н | П  | В | П  | В | П  | П  | П  | П  | П  | В  | В  | Н  | В  | П  | В  | В  | В  | В  | П  | П  | П  | В  | П  | В  | В  | В  | П  | В  | П  |
| Місце     | 7 | 13 | 7 | 11 | 7 | 11 | 13 | 14 | 15 | 16 | 14 | 11 | 11 | 9  | 12 | 9  | 8  | 6  | 6  | 5  | 7  | 9  | 7  | 10 | 6  | 5  | 5  | 6  | 5  | 5  |

Джерело: Матчі; Сергей Кириченко, UA-Футбол.

Поле: A = Вдома; H = На виїзді. Результат: D = Нічия; L = Поразок; W = Перемог; P = Postponed.

#### Графік руху команди в таблиці чемпіонату по турам[53]
| 7 |

| 13 |

| 7 |

| 11 |

| 7 |

| 11 |

| 13 |

| 14 |

| 15 |

| 16 |

| 14 |

| 11 |

| 11 |

| 9 |

| 12 |

| 9 |

| 8 |

| 6 |

| 6 |

| 5 |

| 7 |

| 9 |

| 7 |

| 10 |

| 6 |

| 5 |

| 5 |

| 6 |

| 5 |

| 5 |

| FavBet Ліга 1 | Місце в таблиці |

| FavBet Ліга 1 | Місце в таблиці |

## Кубок України

### Матчі[53]
| 2-й попередній раунд 07.08.2013 | «Енергія» (Нова Каховка)             | 1:3  | «Десна»                                         | Нова Каховка                                      |  |
| 18:00 EET (UTC+3)               | Цвік 90' Скоцький 73' Горбачов 90+2' | Звіт | А. Малюк 4' Агапов 72' Картушов 90+1' Фурта 86' | Стадіон: Енергія Глядачі: 805 Суддя: Саік (Одеса) |  |

| 1/16 фіналу 25.09.2013 | «Гірник» (Кривий Ріг)                                  | 1:2 (дод. ч.) | «Десна»                                 | Кривий Ріг                                               |  |
| 15:30 EET (UTC+3)      | Сахнюк 79' Ходуля 16', 90+4' Гвоздевич 40' Ільяшов 63' | [ Звіт]       | Картушов 55' Мельник 114' Федоренко 71' | Стадіон: Металург Глядачі: 500 Суддя: О. Пенюшин (Одеса) |  |

| 1/8 фіналу 30.10.2013                                 | «Десна»                   | 1:1 (дод. ч.) (5:4 пен.)                   | «Металург» (Запоріжжя)                                     | Чернігів                                                                         |  |
| 17:00 EET (UTC+3)                                     | Мачуленко 92' Смалько 44' | Звіт                                       | Штурко 108' Максимов 48' Тейку 55' Монахов 88' Коротецький | Стадіон: імені Юрія Гагаріна Глядачі: 5 250 Суддя: Андрій Яблонський (Тернопіль) |  |
|                                                       |                           | Пенальті                                   |                                                            |                                                                                  |  |
| Чепурненко · Картушов · Кондратюк · Каваців · Чуланов |                           | Жуніор · Тейку · Матяж · Максимов · Штурко |                                                            |                                                                                  |  |

| 1/4 фіналу 26.03.2014 | «Десна»     | 0:2  | «Шахтар» (Донецьк)                             | Чернігів                                                                  |  |
| 14:00 EET (UTC+3)     | Каваців 51' | Звіт | Кобін 48' Едуардо 50' Кобін 65' Степаненко 75' | Стадіон: імені Юрія Гагаріна Глядачі: 14 150 Суддя: Сергій Скрипак (Київ) |  |